# Poeti uraniani
Con il nome di poeti uraniani (Uranians in inglese) si indica in senso stretto un piccolo gruppo semiclandestino di poeti britannici (molti dei quali laureati a Oxford o Cambridge) che composero fra il 1870 e il 1930 opere a carattere omosessuale, nella maggior parte dei casi rivolte esclusivamente ad adolescenti.
In senso lato, invece, nel dibattito relativo alla cultura gay anglosassone è entrata nell'uso una definizione più ampia, per indicare genericamente tutti i poeti a carattere omoerotico e a tematica pederastica in lingua inglese, dal periodo tardo-vittoriano fino al decennio precedente la seconda guerra mondiale. In questo senso vengono definiti "poeti uraniani", per esempio, anche i poeti statunitensi dell'antologia Men and boys: an anthology, curata da Edmund Edwinson nel 1924 (il più importante fra loro fu William Alexander Percy, 1885 - 1942).

## Il nome
La definizione di Uranian poetry (poesia Uraniana) deriva dalla teoria dell'amore "celeste" (in greco: ouràniοs), di natura omosessuale, così come viene esposta da Platone nel Simposio. Ma nel nome c'è anche un richiamo al fatto che questa teoria aveva dato origine al termine "uranismo", assai usato prima dell'inizio del XX secolo come eufemismo per indicare l'omosessualità in quanto tale.

## Autori ed opere
Le opere della cerchia dei poeti uraniani sono caratterizzate da un richiamo idealizzato alla storia dell'antica Grecia e, in diversi casi, dall'infatuazione sentimentale per gli adolescenti (piuttosto che per gli uomini adulti); dal punto di vista stilistico si ha un uso conservatore delle forme di versificazione tradizionali.
Esponenti principali della cerchia furono William Johnson, lord Alfred Douglas, John Gambril Nicholson (1866-1931), Edwin Emmanuel Bradford (1860-1944) , John Addington Symonds, Edmund John (1883-1917), Fabian S. Woodley (1888-1957), e molti altri autori che scrissero sotto pseudonimo come "Philebus" and "A. Newman". Non tutti condivisero comunque la preferenza per gli adolescenti.
L'estremamente eccentrico romanziere Frederick Rolfe (autonominatosi "Baron Corvo") costituì una presenza unificatrice nella loro cerchia, sia in patria che all'estero (Venezia).
La fama del loro lavoro fu ostacolata e limitata dal puritanesimo e i tabù della morale tardo-vittoriana, dall'estrema limitatezza delle tirature dei loro libri di versi (spesso stampati a spese dell'autore), oltre che dalla natura zuccherosa della loro poesia. Le loro opere nacquero deliberatamente per essere consumate all'interno della protezione offerta da una cerchia molto esclusiva e guardinga (l'omosessualità era un reato, nel Regno Unito), non per essere diffuse fra il grande pubblico, e neppure fra i letterati non omosessuali.
Lo storico Niel McKenna ha comunque sostenuto che la poesia uraniana ha avuto un ruolo centrale nella subcultura omosessuale delle classi sociali alte nel periodo tardo-vittoriano, osservando che la poesia fu il principale veicolo attraverso cui scrittori come Oscar Wilde, George Cecil Ives o James Rennell Rodd scelsero di sfidare i pregiudizi della loro epoca.

## Influenza
Associati marginalmente a questa cerchia furono anche scrittori assai più famosi come Edward Carpenter o Marc André Raffalovich, come pure l'oscuro ma visionario poeta-stampatore Ralph Chubb, autore di superbi volumi litografici che celebravano l'adolescente come un essere ideale.
Il tentativo dei poeti uraniani di far rinascere l'ideale erotopedagogico della pederastia greca non ebbe comunque successo, e i poeti gay successivi si rivolsero di preferenza all'ispirazione per l'uomo adulto, secondo il modello stabilito da poeti come Walt Whitman e Alfred Edward Housman.

## Il parere della critica letteraria
L'unico studio monografico dei poeti uraniani è Love in earnest, di Timothy d'Arch Smith, sebbene critici letterari come Richard Dellamora e Linda Dowling abbiano di recente contribuito a fare maggiore luce su questo gruppo.
Come nel caso di altri movimenti estetici di maggiori dimensioni, ai critici si pone spesso la questione della "canonicità" di determinati autori, com'è avvenuto con un articolo di Michael Kaylor, che colloca Gerard Manley Hopkins in modo deciso all'interno di questo gruppo.
Inoltre Paul Fussell discute la poesia uraniana nel suo libro The Great War and modern memory (1975), suggerendo che essa costituì il modello per le rappresentazioni omoerotiche nelle poesie di guerra della prima guerra mondiale (per esempio quelle del celebre Wilfred Owen).

## Poeti uraniani
- John Leslie Barford
- John Francis Bloxam
- Edwin Emmanuel Bradford
- Edward Carpenter
- Ralph Chubb
- Alfred Douglas
- A. E. Housman
- Charles Kains Jackson
- Edmund John
- William Johnson
- Francis Edwin Murray
- John Gambril Nicholson
- Wilfred Owen
- James Rennell Rodd
- Frederick Rolfe
- Charles Edward Sayle
- John Moray Stuart-Young
- John Addington Symonds
- Fabian S. Woodley